# Ritmi a scuola

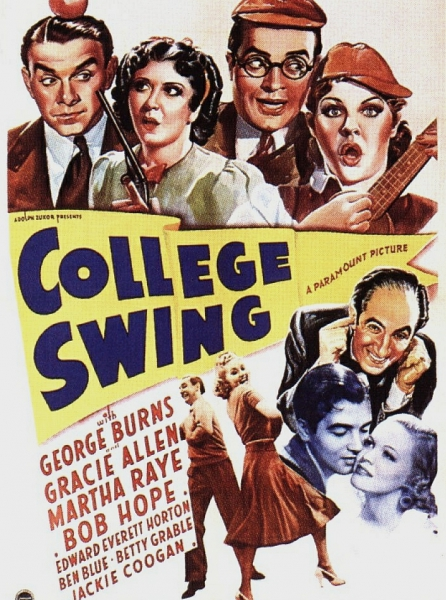

Ritmi a scuola (College Swing) è un film del 1938 diretto da Raoul Walsh.
È una commedia statunitense con George Burns, Gracie Allen, Martha Raye e Bob Hope.

## Produzione
Il film, diretto da Raoul Walsh su una sceneggiatura di Walter DeLeon, Francis Martin e Frederick Hazlitt Brennan con il soggetto di Ted Lesser, fu prodotto da Lewis E. Gensler per la Paramount Pictures e girato nei Paramount Studios a Hollywood, Los Angeles, California, da metà novembre 1937 all'inizio di gennaio 1938.

## Colonna sonora
- Moments Like This - parole di Frank Loesser, musica di Burton Lane, eseguita da Florence George
- I Fall In Love With You Every Day - parole di Frank Loesser, musica di Manning Sherwin, eseguita da Florence George e John Payne
- College Swing - parole di Frank Loesser, musica di Hoagy Carmichael, cantata da Betty Grable, Skinnay Ennis, ballata da Betty Grable e Jackie Coogan
- How'dja Like To Love Me - parole di Frank Loesser, musica di Burton Lane, eseguita da Martha Raye e Bob Hope
- What Did Romeo Say To Juliet? - parole di Frank Loesser, musica di Burton Lane, eseguita da John Payne e Florence George
- What A Rumba Does To Romance - parole di Frank Loesser, musica di Manning Sherwin, eseguita da Martha Raye, ballata da Betty Grable, Jackie Coogan, George Burns, Gracie Allen, e dai The Slate Brothers
- You're A Natural - parole di Frank Loesser, musica di Manning Sherwin, eseguita da Gracie Allen
- The Old School Bell - cantata da Robert Mitchell e dai St. Brendan's Choristers
- Please - eseguita da Jerry Colonna
- Irish Washerwoman - canto tradizionale irlandese

## Distribuzione
Il film fu distribuito con il titolo College Swing negli Stati Uniti dal 29 aprile 1938 al cinema dalla Paramount Pictures.
Altre distribuzioni:
- in Brasile (Jazz Academia)
- nel Regno Unito (Swing, Teacher, Swing)
- in Italia (Ritmi a scuola)

## Critica
Secondo Leonard Maltin il film è "una divertente commedia da college con un cast d'eccezione ma canzoni anonime".